# Jean Cugnot
Jean Cugnot (3 de agosto de 1899 — 25 de junho de 1933) foi um ciclista francês e campeão olímpico no ciclismo de pista em 1924.
Como amador, Cugnot participou nos Jogos Olímpicos de Verão de 1924 em Paris, onde conquistou duas medalhas, uma de ouro na prova tandem, fazendo par com Lucien Choury, e uma de bronze na velocidade individual, atrás de Lucien Michard e Jaap Meijer.